# Krucifix s kamenným ohrazením (Neděliště)
Barokní pískovcový krucifix s kamenným ohrazením se nalézá v centru obce Neděliště v okrese Hradec Králové. Krucifix pochází z roku 1726 a je od  3.4.2002 chráněn jako nemovitá kulturní památka ČR.

## Popis
Na třístupňovém podstavci je umístěn nízký sokl zakončený profilovanou římsou, na které stojí uzší dřík ozdobený po stranách volutami a zakončený rovněž profilovanou římsou. V čele je vytesáno nápisové pole s nápisem  " Podtež ke mne / všickni kteříž / pracujete a o ... / zení jste a já vám / odpočinouti / dám / Mat.. K.. 28 ". Na zadní straně dříku patrný nečitelný nápis, končící slovy: " Opraveno 1930 / A... Pražáková ".
Na římse dříku stojí kamenný kříž s volutovou patkou a trojlistými konci ramen, lemovaný obvodu lištou. Na něm visí korpus Krista a nad jeho hlavou písmena INRI. U paty kříže stávali po stranách sošky dvou andílků. Tyto sošky byly v roce 2001 ukradeny. 
Obdélné ohrazení krucifixu vystavěné roku 1862 tvoří mřížka tesaná z kamene, skládající se z obdélných polí, v nichž menší obdélník rozpírají na čtyři strany kamenné pruty. Ohrazení je zakončeno profilovanou římsou.
Krucifix byl restaurován v lehech 1862, 1881 a 1930.